# Angelo Rizzuto
Pour les articles homonymes, voir Rizzuto.
Angelo Rizzuto (1906-1967) était un photographe américain.

## Biographie
Angelo Rizzuto photographia New York à partir de 1952 jusqu'à sa mort.